# Швецов Валерій Валентинович
Валерій Валентинович Швецов (* 25 травня 1940, селище Штергрес (тепер Штерівка — селище міського типу Луганської області, підпорядковане Краснолуцькій міськраді) — український скульптор, професор, Заслужений діяч мистецтв України (1981). Член Національної спілки художників України (1974).

## Біографічна довідка
У 1966 році закінчив скульптурний факультет Київського художнього інституту.
Педагоги зі спеціальності: М. Лисенко, В. Луцак, А. Горська, Г. Лисенко, В. Бородай.
Працював на живописно-скульптурному комбінаті, викладав скульптуру в Київському художньо-промисловому технікумі.
У Національній академії образотворчого мистецтва і архітектури працює з 1971 року, з 1987 — завідувач кафедри скульптури, з 1992 — професор, з 1993 — керівник навчально-творчої майстерні.
Працює в галузі монументальної і станкової скульптури, дрібної пластики.

## Творчі здобутки
Монументальна скульптура:
- рельєф «Леся Українка з героями своїх творів» у Київському російському драматичному театрі ім. Лесі Українки (1975);
- декоративні фігури для фасаду Будинку художника (Київ, 1979, у співавторстві);
- монументальний комплекс «Героям <Партизанської іскри> в Музеї історії України у Другій світовій війні» (1990, у співавторстві);
- «Лісова пісня» (Новоград-Волинський, 1993);
- пам'ятник святому апостолові Андрію Первозванному (Київ, 1999);
- пам'ятник гетьманові Петру Конашевичу-Сагайдачному (Київ, 2002);

Станкова скульптура:
- «Лісова пісня» (1993);
- «Ярослав Мудрий» (Київ, 1994);
- «Останнє яблуко» (1995);
- «Д. Менделєєву» (Київ, 1995);
- «Князь Ярослав Мудрий» (проект державного ордена України, 1998).

Дрібна пластика:
- колекційна монета із зображенням Соломії Крушельницької та ін.

## Галерея. Приклади робіт

Рельєф «Леся Українка з героями своїх творів» у Київському російському драматичному театрі ім. Лесі Українки
Пам'ятник Святому апостолу Андрію Первозванному (Київ)
Пам'ятник Петрові Сагайдачному на Контрактовій площі у Києві
Будинок художника у Києві з фігурами Муз скульптора Швецова В. В. на фасаді(фрагмент)
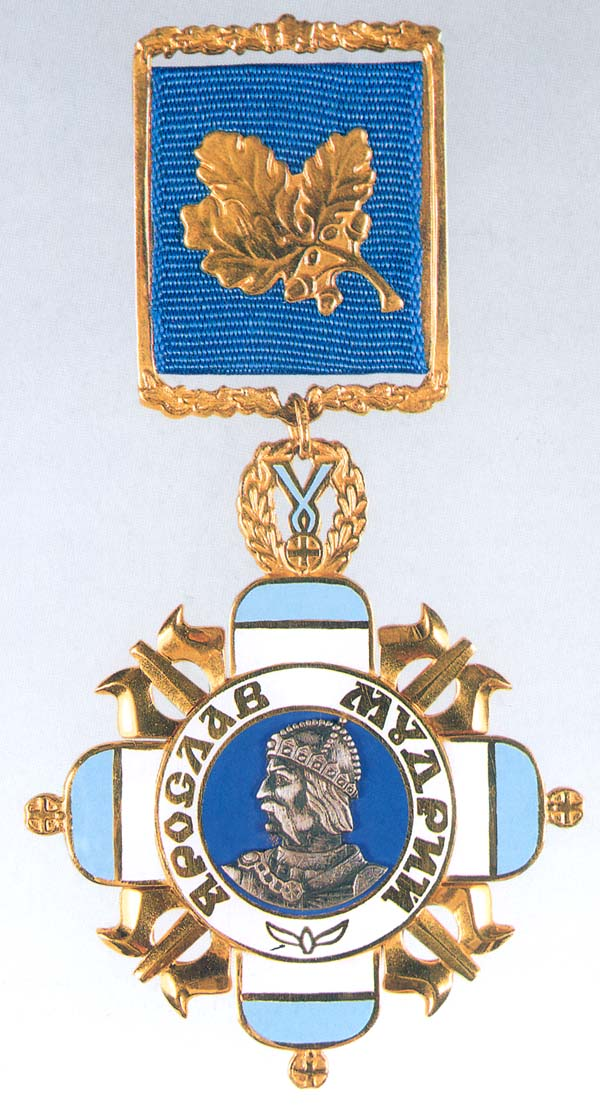
Орден князя  Ярослава Мудрого IV ступеня
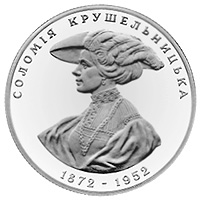
Ювілейна монета «Соломія Крушельницька» (реверс)

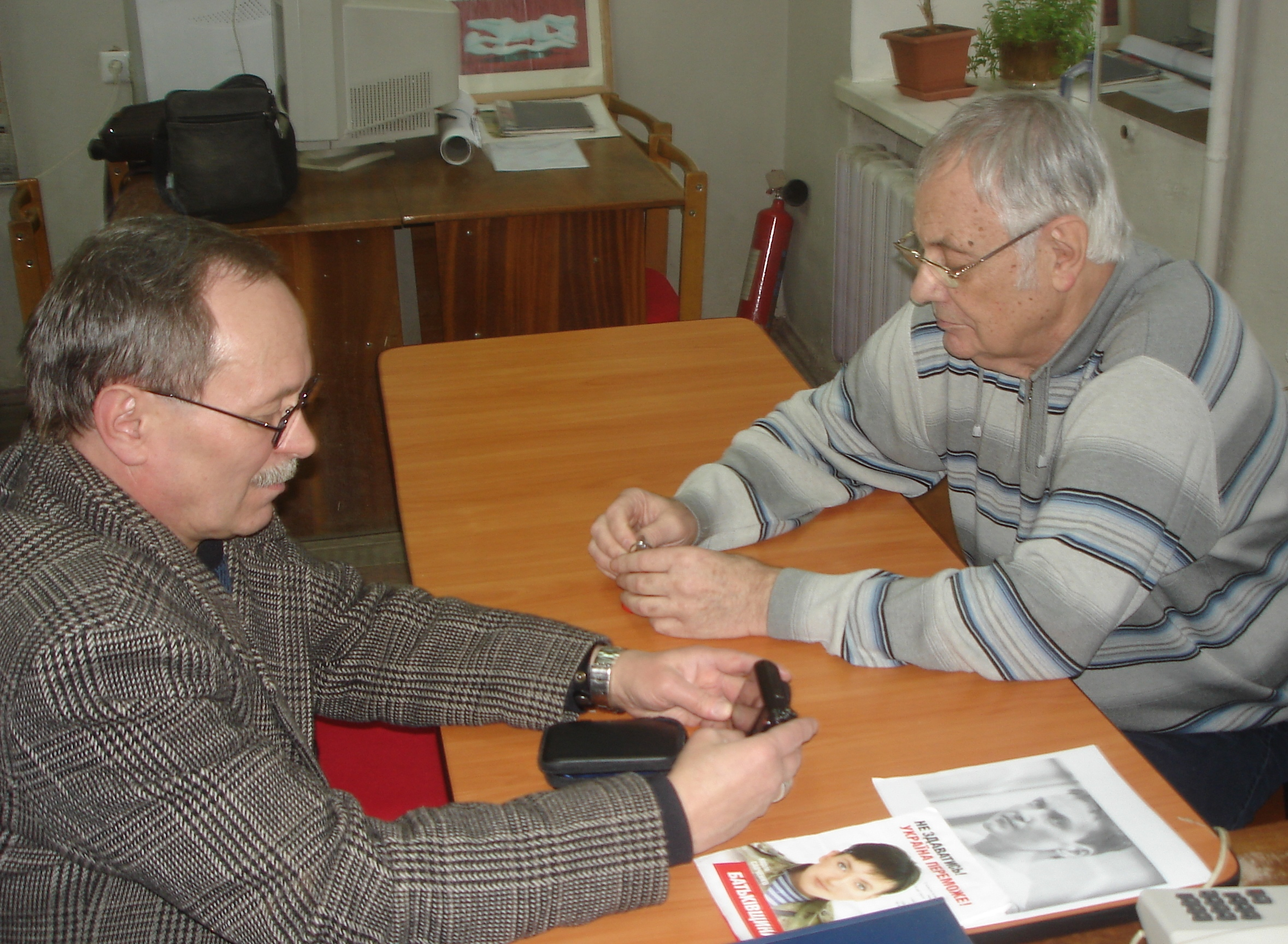
Завідувач кафедрою скульптури НАОМА, професор Швецов В. В. та доцент цієї ж кафедри Кисельов Ю. О. обговорюють плани роботи кафедри

## Учні
Атаманчук В. Б., Ващенко О.., Єрмаков С., Єршов г., Зноба М., Карпов Є., Олексій Леонов, Мацюк О., Нікулін Г., Печорний П., Русин Р., Стельмашенко О., Чайковский Р. та інші